# Дворец Шёнхаузен
Дворец Шёнхаузен (нем. Schloss Schönhausen) — дворец в стиле барокко в берлинском районе Нидершёнхаузен в Панкове, окружённый парком с протекающей в нём рекой Панке. Здание находится в управлении Фонда прусских дворцов и садов Берлина — Бранденбурга.

## История

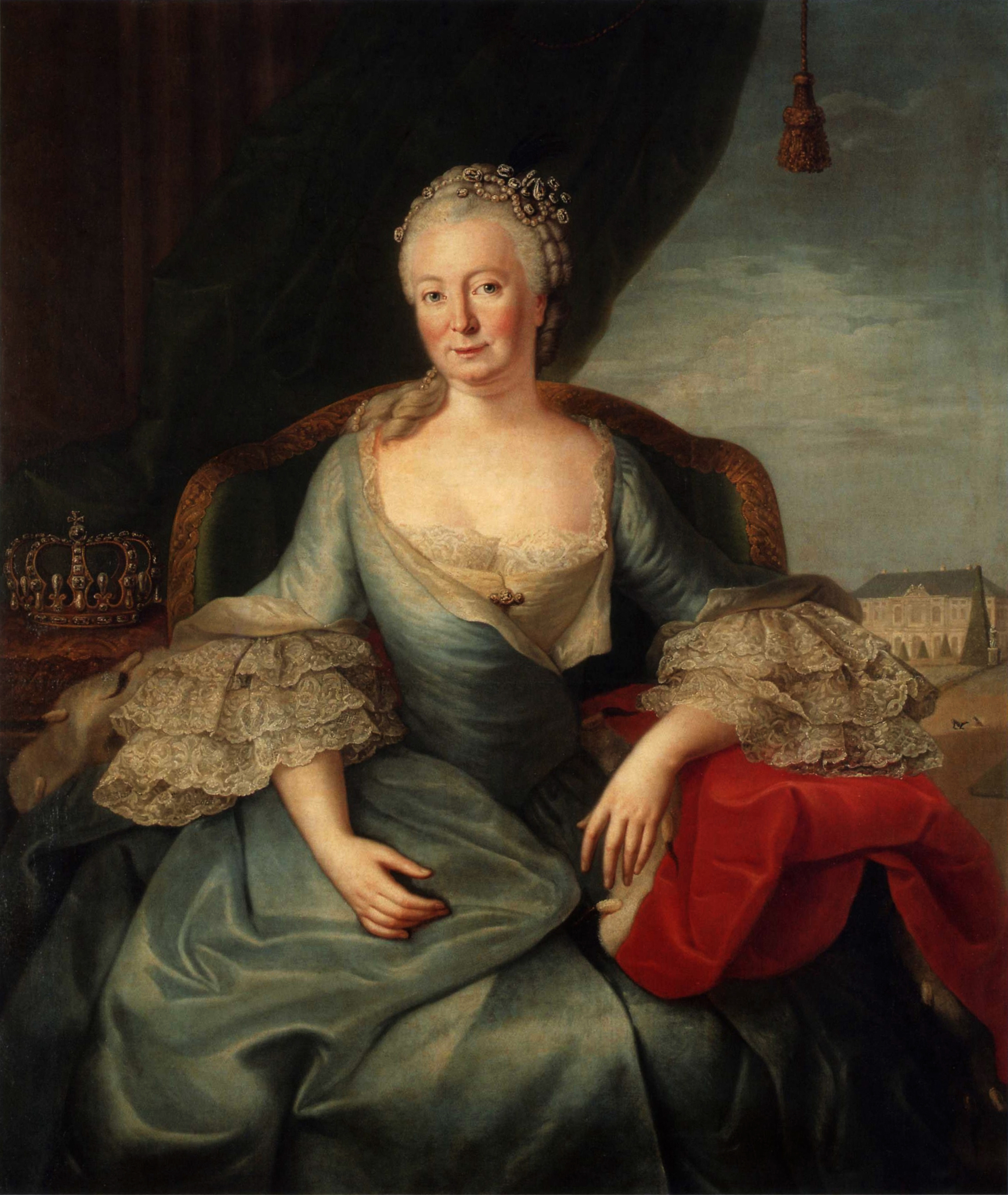
Иоахим Мартин Фальбе. Портрет Елизаветы Кристины на фоне дворца. Около 1765

Шёнхаузенское поместье в окрестностях Берлина приобрела в 1662 году графиня из рода Дона. В 1664 г. она выстроила здесь трёхэтажный особняк в голландском стиле, а в 1680 г. продала усадьбу отцу фельдмаршала Грумбкова. У его вдовы 11 лет спустя Шёнхаузен приобрёл курфюрст Фридрих I.
Небольшая перестройка имевшихся сооружений была поручена Иоганну Арнольду Нерингу. В 1704 году возведением дополнительных одноэтажных флигелей дворца, которые увеличили жилые апартаменты королевской четы, занялся Эозандер фон Гёте.
Соответствующим образом был обустроен и прилегающий к дворцу сад. После смерти короля в 1713 году его сын Фридрих Вильгельм I передал дом для размещения чиновников, а земля была частично передана в аренду. Дворец в эти годы пришёл в запустение.

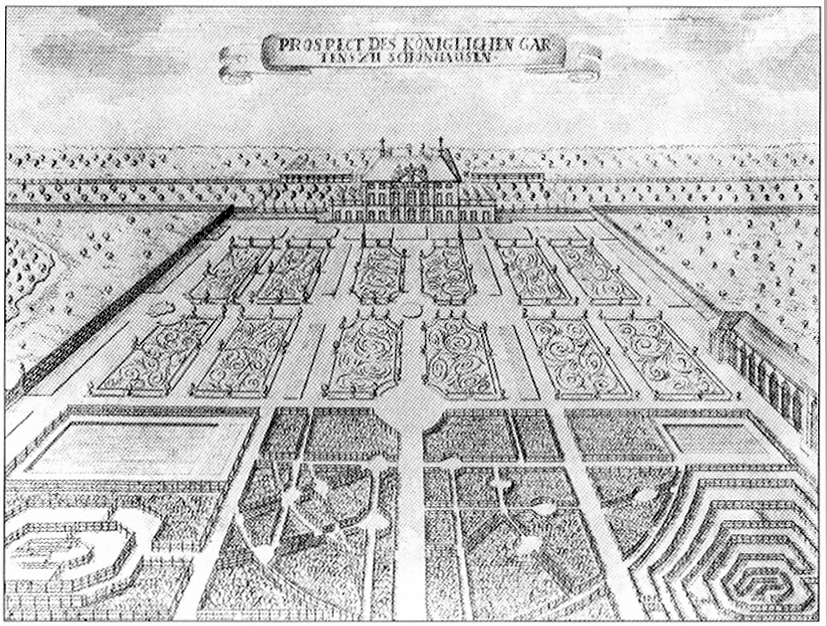
Дворец и регулярный парк. Брошюра для туристов. Около 1720

В это время во дворце Шёнхаузен побывала Елизавета Кристина, супруга кронпринца Фридриха, которой дворец на реке Панке очень понравился. Взойдя на трон, Фридрих II подарил Шёнхаузен своей супруге в качестве летнего дворца. С 1740 по 1797 годы королева каждое лето проводила в Шёнхаузене. Все деньги Елизавета Кристина тратила на декоративный сад при дворце, оформленный в стиле рококо, поэтому средств на ремонт и обустройство самого дворца у неё не хватало. Супруги не жили вместе, и Фридрих никогда не бывал в Шёнхаузене. Во дворце Сан-Суси, где проживал летом Фридрих Великий, Елизавета Кристина побывала лишь однажды.
В ходе Семилетней войны во время берлинского рейда русских войск в конце сентября 1760 года дворец получил серьёзные повреждения от обстрелов. Королева Елизавета Кристина была вынуждена покинуть Шёнхаузен и спасалась в крепости Магдебурга. Дворец был сильно разграблен дошедшими до Берлина русскими казачьими и гусарскими войсками, а кастелян Петерс - жестоко избит розгами. В 1764 году король выделил средства на перестройку Шёнхаузена; именно в перестроенном виде дворец сохранился до настоящего времени. Оба боковых флигеля были надстроены в высоту до уровня основного здания, а двор был перекрыт широкой лестницей.
После смерти Елизаветы Кристины в 1797 году некоторое время проживала Фридерика Мекленбург-Стрелицкая, сестра королевы Луизы, которая пригласила Петера Йозефа Ленне оформить дворцовый парк в английском стиле в 1828—1829 гг. Начиная со второй половины XIX века дворец служил складом для хранения мебели и картин.
После свержения прусской монархии дворец Шёнхаузен перешёл в 1920 году в собственность государства. В 1935 году при национал-социалистах дворец был перестроен для проведения выставок. В 1940-е годы здесь проходили многочисленные выставки Имперской палаты изобразительных искусств. Сюда свозили на хранение и произведения «дегенеративного искусства». В залах дворца складировались работы Эрнста Барлаха, Вильгельма Лембрука, Винсента ван Гога и Франца Марка.
Во время боёв за Берлин дворец получил небольшие повреждения, которые были ликвидированы в 1945 году по инициативе художников из Панкова. Уже в сентябре 1945 года здесь прошла художественная выставка. Вскоре дворец был реквизирован Советской военной администрацией под офицерский клуб. Позднее во дворце разместилась школа и интернат для советских детей.

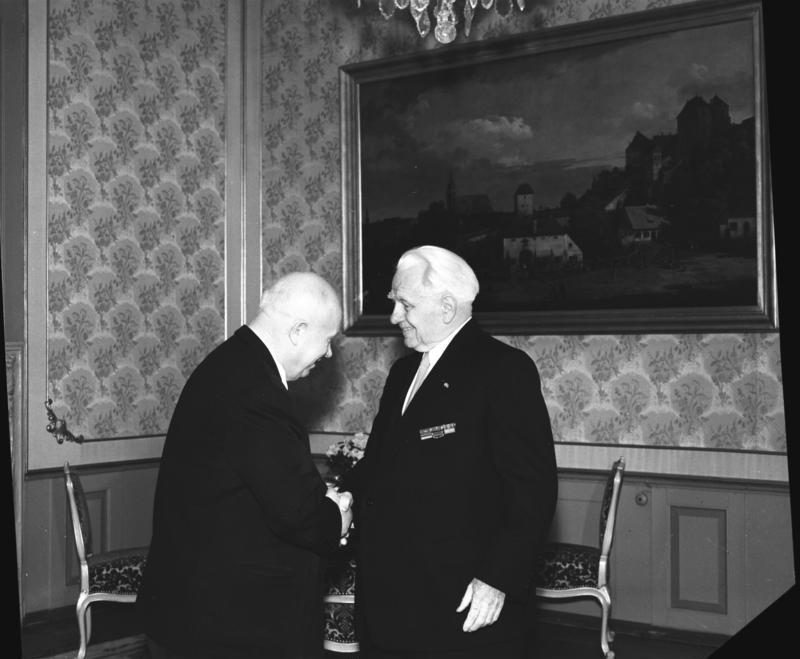
Вильгельм Пик принимает Н. С. Хрущёва во дворце Шёнхаузен.
9 марта 1959

После образования Германской Демократической Республики 7 октября 1949 года дворец Шёнхаузен был передан ГДР и с 1949 по 1960 годы служил официальной резиденцией президента ГДР Вильгельма Пика. Дворец был вновь перестроен, а внутренний сад был отделён от внешнего парка стеной. В противовес герметично закрытому внешнему периметру парка дворцовый сад получился у ландшафтного архитектора Райнхольда Лингнера светлым и открытым, в типичном стиле 1950-х годов. Дворец стал выполнять в ГДР репрезентативные функции: здесь принимали таких высоких государственных гостей, как Хо Ши Мин и Н. С. Хрущёв.
После смерти Пика во дворце временно размещался Государственный совет ГДР, который в 1964 году переехал в новое здание в центре. Здесь в Парадном зале проходило его первое заседание в 1960 году. Далее во дворце стали размещать правительственных гостей, и в это время дворец назывался «Нидершёнхаузен». Здесь останавливались Индира Ганди и Фидель Кастро. Последними гостями дворца стали президент СССР М. С. Горбачёв с супругой.
В конце 1980-х годов, в переломный для новейшей истории Германии момент, во дворце проходил берлинский раунд переговоров «два плюс четыре», о чём напоминает мемориальная доска на здании. После объединения Германии дворец находился некоторое время в федеральной собственности. В 1991 году в Шёнхаузене во время своего государственного визита в ФРГ останавливалась королева Нидерландов Беатрикс. Позднее дворец Шёнхаузен был передан земле Берлин.
Через 100 лет после основания МОК по приглашению Кристиана Кирша представители общественных организаций из разных стран мира прибыли в берлинский дворец Шёнхаузен в 1994 году на Учредительный конгресс Международного Дельфийского совета, который принял решение о проведении Международных Дельфийских игр.

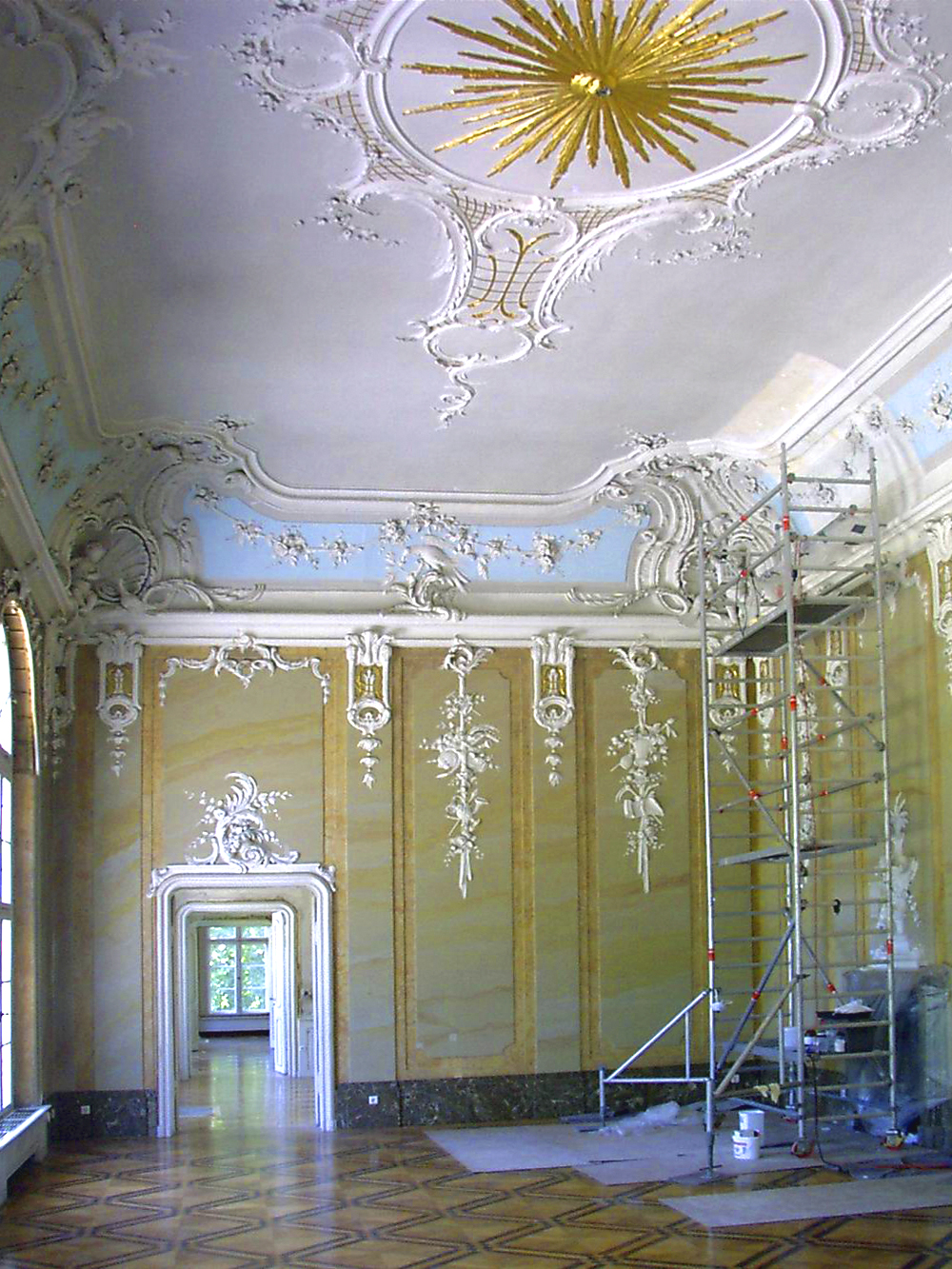
Верхний зал во время реставрации. 2006

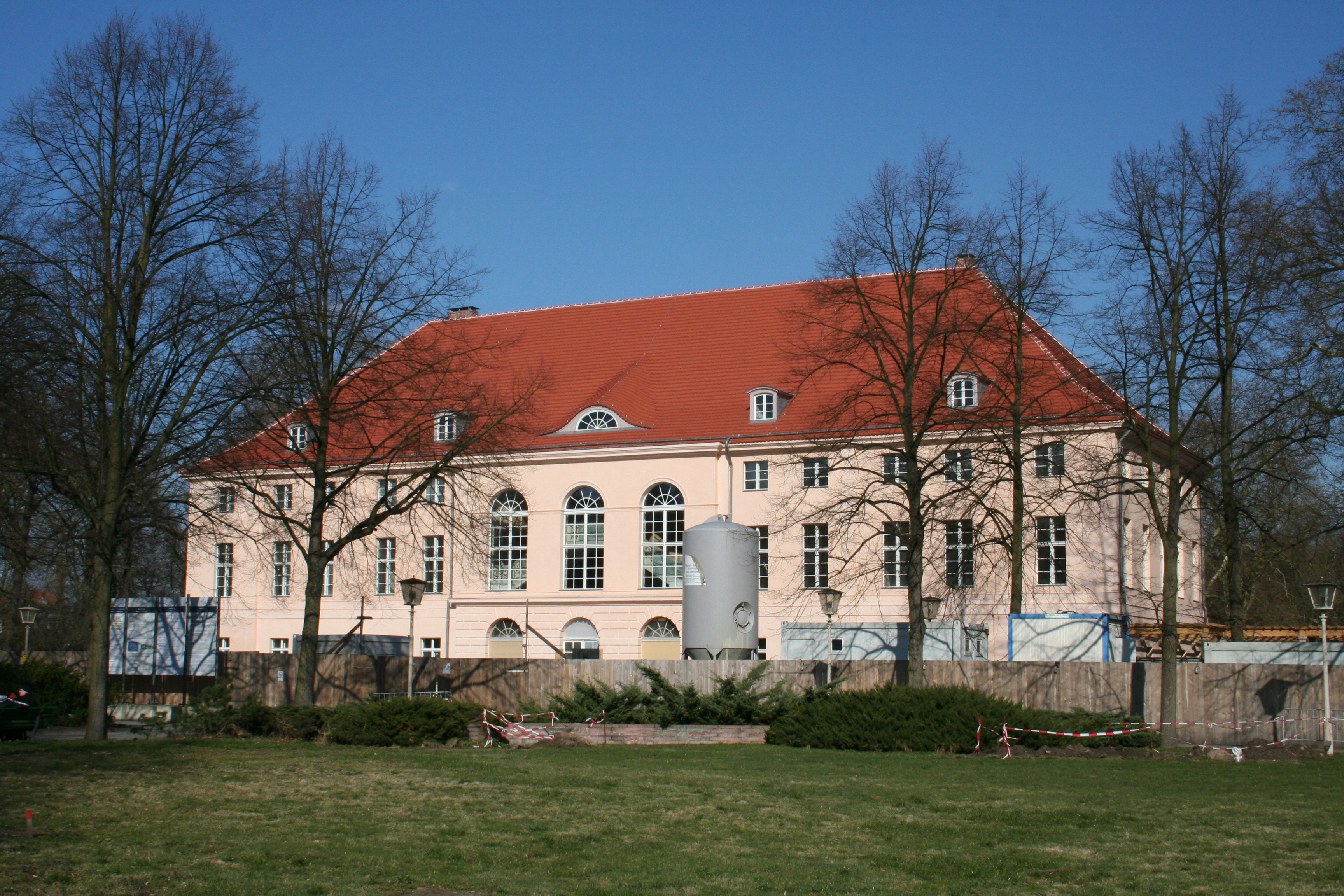
Процесс реставрации. 2008

Обсуждавшиеся в 2003 году планы размещения во дворце временной резиденции президента ФРГ на период реконструкции дворца Бельвю не были реализованы по финансовым соображениям.
С 2005 года во дворце Шёнхаузен начались реставрационные работы, которые предусматривали восстановление на первом этаже помещений эпохи Елизаветы Кристины с использованием ценнейших предметов интерьера. Помимо оригинальных каминов, зеркальных рам и обшивки было решено разместить во дворце историческую мебель и первую постоянную выставку, посвящённую королеве Елизавете Кристине.
Парадный зал, единственный полностью сохранившийся интерьер в стиле рококо в Берлине, после реставрации решено использовать для различных концертов, лекций и праздничных приёмов. На верхних этажах сохранены представительские помещения времён ГДР: апартаменты, предназначавшиеся для государственных гостей, и сохранившаяся обстановка кабинета Вильгельма Пика.
В декабре 2009 года после завершения реставрационных работ дворец и парк вновь открылись для общественности.